# 纸牌屋 (1993年电影)
《纸牌屋》（英語：House of Cards）是1993年上映的一部由迈克尔·莱萨克导演、凯瑟琳·特纳和汤米·李·琼斯领衔主演的剧情片。这部影片讲述了一位母亲和她因为父亲的死而受到心灵创伤的女儿重新建立良好关系的故事，在1993年的圣丹斯电影节上首次公映。之后的同年六月，该影片由米拉麦克斯影业发行。

## 剧情
在丈夫死去之后，鲁斯·马修斯为了将过去的事忘记，把她的家搬到了一个安静的郊区。当她的儿子迈克尔(Michael)能够适应这个新环境时，她的女儿夏莉(Sally)却显然因为过去的经历，心灵受到了创伤，并开始展现出古怪的行为。不久，鲁斯由于法庭强制执行，去看儿童孤独症的专家杰克·比尔兰德（Jake Beerlander）医生，从而来帮助夏莉。在他的帮助下，母女俩终于重建了关系。

## 演员
- 凯瑟琳·特纳 饰演 鲁斯·马修斯
- 汤米·李·琼斯 饰演 杰克·比尔兰德
- 阿莎·米妮娜（Asha Menina） 饰演 夏莉·马修斯
- 施罗·斯特朗（Shiloh Strong） 饰演 迈克尔·马修斯
- 帕克·欧文劳（Park Overall） 饰演 阿德勒（Adelle）
- 迈克尔·侯思（Michael Horse） 饰演 斯托克（Stoker）
- 加克奎莱恩·卡希尔（Jacqueline Cassell） 饰演 葛洛莉亚·米勒（Gloria Miller）